# Слап (Севниця)
Слап (словен. Slap) — поселення в общині Севниця, Споднєпосавський регіон, Словенія. Висота над рівнем моря: 274,5 м.